# 金国新
金国新（1959年4月—），中国化学家，复旦大学教授，欧洲科学院外籍院士，中国教育部第四批"长江学者"特聘教授。发表论文百余篇，出版多本专著，获得数十项中国发明专利。

## 生平
1987年获得南京大学理学博士学位；1996年起在中科院长春应用化学研究所工作；1998年至2000年在德国、日本等地学术机构任访问教授或客座教授；
2001年起在复旦大学工作。

## 学术兼职
担任《Dalton Transactions》、《Organometallics》、《Coordination Chemistry Review》、《Journal of Organometallic Chemistry》、《无机化学学报》和《有机化学》等刊物编委。
中国国家自然科学基金委多届化学评议组专家，多个国家重点实验室学术委员会委员。